# Raffaele La Capria
Raffaele La Capria (Nápoles, 3 de octubre de 1922-Roma, 26 de junio de 2022) fue un escritor, guionista y traductor italiano, autor de novelas y ensayos. Su obra literaria más conocida es la trilogía Tre romanzi di una giornata.

## Biografía

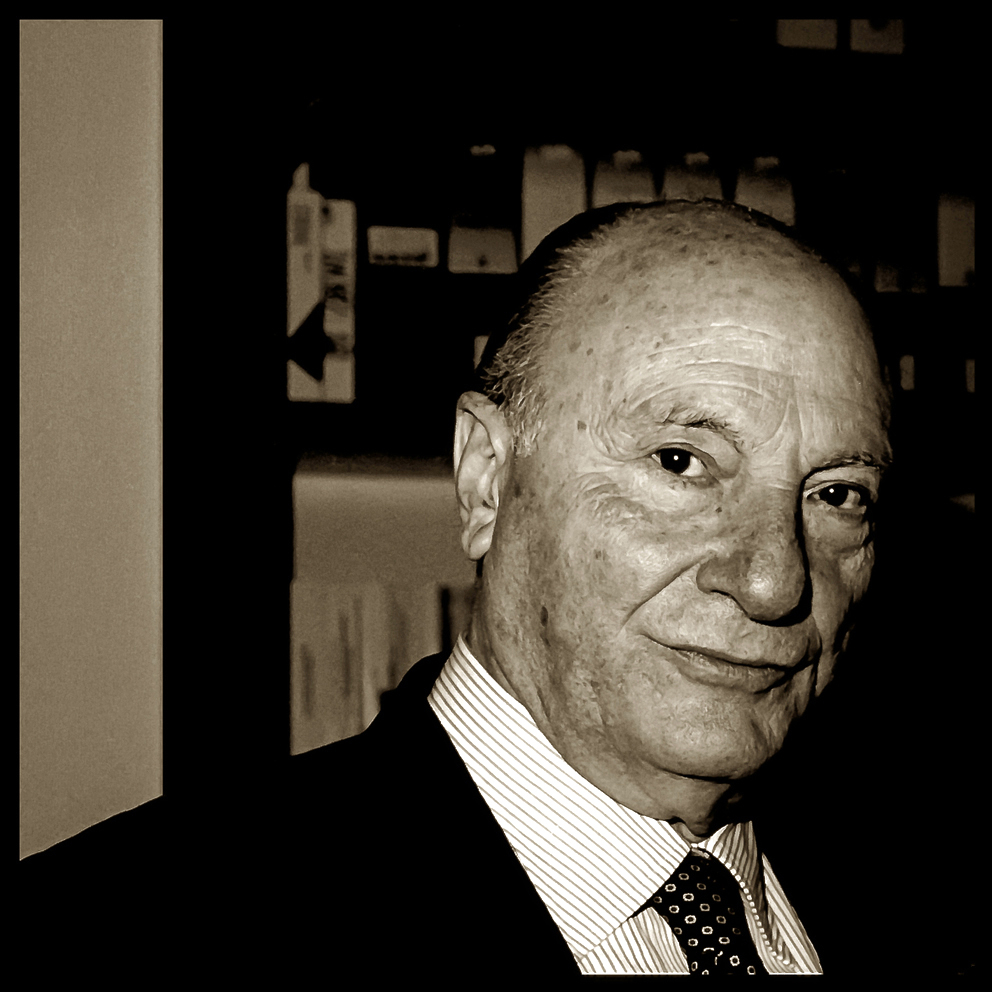
Raffaele La Capria

Estudió derecho en la Universidad de Nápoles donde obtuvo su diploma en 1950. Después residió en Francia, Gran Bretaña y Estados Unidos antes de establecerse en Roma. Escribió para las páginas culturales del Corriere della Sera, y fue también codirector de la revista literaria Nuovi Argomenti fundada en 1953 por Alberto Carrocci y Alberto Moravia, y a la cual se unirían entre otros Pier Paolo Pasolini, Bernardo Bertolucci y Enzo Siciliano.
Gran aficionado a la literatura británica, La Capria dedicó numerosos artículos a la poesía inglesa y norteamericana de los años 1930, y traduce en italiano Four Quartets de T. S. Eliot.
Durante los años 1950, escribió y produjo para la RAI varios programas de teatro contemporáneo. En 1957, participó en el seminario internacional de literatura en la Universidad de Harvard.

### Literatura
Escribió alrededor de veinte libros. Su carrera de novelista empezó en 1952 con Un giorno d'impazienza, al que seguirá, diez años más tarde, Ferito a morte y después Amore e Psiche en 1973. Estos tres textos fueron reunidos en 1982 en la trilogía titulada Tre romanzi di una giornata.
Entre sus mejores cuentos figuran La neve del Vesuvio y la recopilación Fiori giapponesi en 1979. Entre sus ensayos figuran False Partenze en 1964, Il sentimento della letteratura en 1974 y La mosca nella bottiglia. Elogio del senso comune en 1996. 
También publicó textos autobiográficos como Cinquant'anni di false partenze y L'estro quotidiano.

### Cine
En el ámbito del cine, fue coguionista de tres películas de Francesco Rosi, nacido como él en Nápoles en 1922: Le mani sulla città en 1963, película que obtiene el León de Oro en la Mostra de Venecia; Uomini contro, basado sobre una obra de Emilio Lussu, en 1970; y finalmente Cristo si è fermato a Eboli, basado sobre una obra de Carlo Levi, en 1979.

### Vida personal
En 1961 conoció a la actriz italiana Ilaria Occhini con quién contrajo matrimonio en 1966 permaneciendo casados hasta la muerte de ella el 20 de julio de 2019. De este matrimonio, en 1966, nació su única hija, la guionista y actriz Alexandra La Capria.

## Premios y reconocimientos
En 1961, su segunda novela, Ferito a morte ("Herido de muerte"), ganó el Premio Strega. En septiembre de 2001, el Premio Campiello corona la totalidad de su obra, seguido en 2002 por el Premio Chiara por el conjunto de su carrera y en 2005 el Premio  Viareggio por su novela L'estro quotidiano (Inspiración diaria).

## Obra

### En italiano
- Un giorno d'impazienza, Milano-Roma, Bompiani, 1952; 1976.
- Ferito a morte, Milano, Bompiani, 1961. (Premio Strega)[5]
- La finestra. Sceneggiatura televisiva, con Mario Soldati, in "Sipario", a. 18, n. 202, 1963, p. 59-69.
- Amore e psiche, Milano, Bompiani, 1973. (Premio Selezione Campiello)[6]
- Colapesce. Favola italiana, raccontata da, Milano, A. Mondadori, 1974.
- False partenze. Frammenti per una biografia letteraria, Milano, Bompiani, 1974.
- Variazioni sopra una nota sola, Roma, Cooperativa scrittori, 1977.
- Fiori giapponesi, Milano, Bompiani, 1978.
- In Lucania con Carlo Levi, con Saverio Strati, fotografia di Mario Carbone, commento di Gino Melchiorre, Cosenza, Lerici, 1979.
- Il bambino che non volle sparire, Teramo, Lisciani & Giunti, 1980.
- Il genio, con Damiano Damiani, in "Sipario", a. 38, n. 440, 1984, p. 99-114. [Da Il re ferito un prologo e due tempi di Damiano Damiani]
- L'armonia perduta, Milano, A. Mondadori, 1986. (Premio Napoli[7])
- Una visita alla centrale nucleare, con un'acquaforte di Franco Bassignani, Brescia, L'obliquo, 1987.
- La neve del Vesuvio, Milano, A. Mondadori, 1988. ISBN 88-04-31400-1. (Premio Grinzane Cavour)
- Letteratura e salti mortali, postfazione di Alfonso Berardinelli, Milano, A. Mondadori, 1990. ISBN 88-04-34212-9.
- Capri e non più Capri, Milano, A. Mondadori, 1991. ISBN 88-04-34559-4, Premio Nazionale Rhegium Julii.[8]
- L'occhio di Napoli, Milano, A. Mondadori, 1994. ISBN 88-04-37910-3. (Premio Società dei Lettori, Lucca-Roma)
- Conversazione con Raffaele La Capria. Letteratura e sentimento del tempo, con Paola Gaglianone, saggio critico di Raffaele Manica, Roma, Omicron, 1995. ISBN 88-86680-03-1.
- L'apprendista scrittore, a cura di Stefania Brazzoduro, Roma, minimum fax, 1996. ISBN 88-86568-10-X.
- La mosca nella bottiglia. Elogio del senso comune, Milano, Rizzoli, 1996. ISBN 88-17-66067-1.
- Il sentimento della letteratura, Milano, Mondadori, 1997. ISBN 88-04-42275-0.
- Campania. Immagini del XIX secolo dagli archivi Alinari, Firenze, Alinari, 1997. ISBN 88-7292-204-6.
- Napolitan graffiti. Come eravamo, Milano, Rizzoli, 1998. ISBN 88-17-66096-5.
- Letteratura e libertà. Colloquio di Emanuele Trevi con Raffaele La Capria, Roma, Liberal, 1999.
- Ultimi viaggi nell'Italia perduta, Cava de' Tirreni, Avagliano, 1999. ISBN 88-8309-023-3.
- Lo stile dell'anatra, Milano, Mondadori, 2001. ISBN 88-04-48816-6.
- Cinquant'anni di false partenze ovvero L'apprendista scrittore, introduzione di Raffaele Manica, con un omaggio di Alfonso Berardinelli, Roma, minimum fax, 2002. ISBN 88-87765-63-4.
- Me visto da lui stesso. Interviste 1970-2001 sul mestiere di scrivere, a cura di Silvio Perrella, Lecce, Manni, 2002. ISBN 88-8176-274-9.
- Guappo e altri animali, disegni di Giosetta Fioroni, Lugo, Associazione Culturale Il Bradipo, 2003.
- Palazzo Donn'Anna. La memoria immaginativa, Napoli, Electa Napoli, 2004. ISBN 88-510-0192-8.
- Positano in prosa, con Riccardo Bacchelli e Carlo Knight, Napoli, Guida, 2004. ISBN 88-7188-847-2.
- Caro Goffredo. Dedicato a Goffredo Parise, Roma, minimum fax, 2005. ISBN 88-7521-042-X.
- L'estro quotidiano, Milano, Mondadori, 2005. ISBN 88-04-53602-0. (Premio Viareggio)[9]
- Racconti. Passeggiata con clementina. Ultima passeggiata con Guappo, disegni di Lucio del Pezzo, Bagreria, Drago Artecontemporanea, 2005.
- L'amorosa inchiesta, Milano, A. Mondadori, 2006. ISBN 88-04-55331-6.
- 4 storie d'amore, illustrazioni di Mimmo Paladino, Bagheria, Drago, 2007. ISBN 978-88-95082-03-5.
- Chiamiamolo Candido. Un'antologia personale. Introdotta e accompagnata da una conversazione con Alessandro Piperno, Napoli, L'ancora del Mediterraneo, 2008. ISBN 978-88-8325-235-8.
- I mesi dell'anno, illustrazioni di Enrico Job, San Cesario di Lecce, Manni, 2008. ISBN 978-88-6266-057-0.
- L'apprendista giornalista (1958-2008), San Marco in Lamis, Istituto d'istruzione secondaria superiore "Pietro Giannone"-Centro documentazione Leonardo Sciascia/Archivio del Novecento, 2008.
- A cuore aperto, Milano, Mondadori, 2009. ISBN 978-88-04-58814-6.
- America 1957, a sentimental journey, Roma, Nottetempo, 2009. ISBN 978-88-7452-181-4.
- Un amore al tempo della Dolce Vita, Roma, Nottetempo, 2009. ISBN 978-88-7452-216-3.
- Confidenziale. Lettere dagli amici, Padova, Il notes magico, 2011. ISBN 978-88-88341-28-6.
- Quando la mattina scendevo in piazzetta, Capri, La Conchiglia, 2011. ISBN 978-88-6091-020-2.
- Esercizi superficiali. Nuotando in superficie, Milano, Mondadori, 2012. ISBN 978-88-04-61467-8.
- Doppio misto, Milano, Mondadori, 2012. ISBN 978-88-04-62385-4.
- Capri. L'isola il cui nome è iscritto nel mio, con Lorenzo Capellini, Argelato, Minerva, 2012. ISBN 978-88-7381-455-9.
- Novant'anni d'impazienza. Un'autobiografia letteraria, Roma, minimum fax, 2013. ISBN 978-88-7521-529-3.
- Umori e malumori. Diario 2012-2013, Roma, Nottetempo, 2013. ISBN 978-88-7452-463-1.
- La bellezza di Roma, Milano, Mondadori, 2014. ISBN 978-88-04-63795-0.
- Introduzione a me stesso, Roma, Elliot, 2014. ISBN 978-88-6192-666-0.
- Il guarracino che andava per mare, con un'opera di Massimo Nota e una nota di Silvio Perrella, Napoli, ilfilodipartenope, 2014.
- Storia di un'amicizia tra uno scrittore e un lettore. Lettere 1995-2001, con Beppe Agosti, Milano, Archinto, 2014. ISBN 978-88-7768-649-7.
- Al bar, con Umberto Silva, Roma, Nottetempo, 2015. ISBN 978-88-7452-573-7.
- Ai dolci amici addio, Roma, Nottetempo, 2016. ISBN 978-88-7452-603-1.
- Interviste con alieni, Salò, Damiani, 2016. ISBN 978-88-99438-04-3.
- L'isola il cui nome è iscritto nel mio , Argelato, Minerva, 2016. ISBN 978-88-7381-856-4.
- Il fallimento della consapevolezza, Milano, Mondadori, 2018. ISBN 978-88-04-70598-7.
- Di terra e mare, con Silvio Perrella, Bari-Roma, Laterza, 2018. ISBN 978-88-581-3186-2.
- La vita salvata. Conversazioni con Giovanna Stanzione, Milano, Mondadori, 2020. ISBN 978-8804730972.